# NGC 1576
NGC 1576 é uma galáxia elíptica (E-S0) localizada na direcção da constelação de Eridanus. Possui uma declinação de -03° 37' 15" e uma ascensão recta de 4 horas, 26 minutos e 18,7 segundos.
A galáxia NGC 1576 foi descoberta em 28 de Novembro de 1786 por William Herschel.